# The Herbie Nichols Project
Das Herbie Nichols Project ist eine US-amerikanische Jazz-Formation der 1990er Jahre, die sich, zunächst in Septett-Besetzung, dem Werk des Pianisten und Komponisten Herbie Nichols widmet.

## Werdegang
Das Projekt entstand innerhalb des Jazz Composers Collective und wurde 1994 von dem Pianisten Frank Kimbrough und dem Bassisten Ben Allison gegründet, die es seitdem gemeinsam leiten. Hinzu kamen der Trompeter Ron Horton, die Saxophonisten Ted Nash und Michael Blake, der Posaunist Wycliffe Gordon und der Schlagzeuger Jeff Ballard.
Die Idee entstand, als Kimbrough 1985 im Radio ein dreistündiges Programm mit Kompositionen des fast vergessenen Pianisten Herbie Nichols hörte. Daraufhin begann er, dessen Musik zu transkribieren und seine Stücke öffentlich zu spielen, brachte dann die Kompositionen auch zu Sessions mit; daraus entwickelte sich langsam das Jazz Composers Collective; es wurde beschlossen, aus dem Werk des Komponisten ein Projekt zu organisieren. Das Herbie Nichols Project hatte schließlich im Jahr 1994 Premiere; im Mai 1995 entstanden die ersten Aufnahmen für das Soul Note Album Love is Proximity.
Schon vorher hatten andere Musiker Nichols’ Musik aufgenommen wie etwa Roswell Rudd oder Steve Lacy; dem Kollektiv ging es vielmehr darum eine Repertoire-Band zu schaffen, die sich in jährlichen Aufführungen und Tourneen sowie Plattenaufnahmen auch dem unveröffentlichten Werk Nichols’ widmet, das in der Library of Congress aufbewahrt wird.
Insgesamt hat das Herbie Nichols Project drei Alben aufgenommen, Love Is Proximity (1995/96), Dr. Cyclops' Dream (1999) für Soul Note und schließlich 2001 Strange City für das Label Palmetto Records, das auch Kompositionen enthält, die zu Nichols Lebzeiten nicht aufgeführt wurden. Mit dem Programm gingen sie auf Tourneen in den USA, Kanada und Europa. Gegenwärtig (2015) besteht das Projekt neben Frank Kimbrough und Ben Allison aus Ron Horton, Ted Nash sowie Matt Wilson.